# زیگ (نیشابور)
زیگ (نیشابور)، روستایی از توابع بخش سرولایت شهرستان نیشابور در استان خراسان رضوی ایران است.

## جمعیت
این روستا در دهستان سرولایت قرار دارد و براساس سرشماری مرکز آمار ایران در سال ۱۳۸۵، جمعیت آن ۲۱۹ نفر (۵۶خانوار) بوده‌است.

## موقعیت جغرافیایی
این روستا در موقعیت ۳۶ درجه طول جغرافیایی و ۵۸ درجه عرض جغرافیایی قرار دارد قرار دارد 

## موقعیت نسبی
روستای زیگ یک روستای دشتی که توسط ارتفاعات احاطه شده ودر جنوب شهر قوچان قراردارد.
این روستا از طرف جنوب با قزل‌قلعه ,از شمال شرق با روستای خواجه آباد ، از جنوب شرق با  روستای اینچگان، از جنوب غرب با روستای دزق  و از شمال غرب با روستای ینگجه همجوار است.
روستای زیگ در ۲۳ کیلومتری جنوب غربی شهر چکنه قرار دارد.

## مردمان
مردم این روستا از نژاد ترکان خراسان اند و به زبان ترکی خراسانی صحبت میکنند.

## وضعیت کشاورزی و باغداری
محصولات کشاورزی در روستای زیگ دارای اهمیت ویژه ای هستند و مردمان روستا علاوه بر دامداری و تولید علوفه از زمین های خود به کشت غلات(گندم و جو) و محصولاتی مانند سیب زمینی، یونجه و چغندر می پردازند.
روستای زیگ دارای باغاتی نیز است که از محصولات ان میتوان به گردو، زردآلو، گلابی و....اشاره کرد.